# Gilman (Contea di Pierce, Wisconsin)
Gilman è un comune degli Stati Uniti, situato in Wisconsin, nella Contea di Pierce.